# Kangaraneus
Genre
Kangaraneus est un genre d'araignées aranéomorphes de la famille des Araneidae.

## Distribution
Les espèces de ce genre sont endémiques d'Australie.

## Liste des espèces
Selon World Spider Catalog (version 24.5, 08/08/2023) :
- Kangaraneus amblycyphus (Simon, 1908)
- Kangaraneus arenaceus (Keyserling, 1886)
- Kangaraneus farhani Castanheira & Framenau, 2023

## Systématique et taxinomie
Ce genre a été décrit par Castanheira et Framenau en 2023 dans les Araneidae.

## Publication originale
- Castanheira & Framenau, 2023 : « Kangaraneus, a new genus of orb-weaving spider from Australia (Araneae, Araneidae). » Zoosystematics and Evolution, vol. 99, no 2, p. 307-323 (texte intégral).